# Marko Kück
Marko Kück (* 14. September 1976 in Bremerhaven) ist ein deutscher Fußballspieler.

## Leben
Bis zum Jahr 2007 spielte Marko Kück ausschließlich für deutsche Vereine, so zum Beispiel bei Rot-Weiss Essen und dem Hamburger SV. Beim HSV brachte er es 1997 auf ein einziges Bundesligaspiel, das gegen den FC Bayern München. Weiterhin absolvierte er für Rot-Weiss Essen 19 Zweitligaspiele und insgesamt für die Vereine Rot-Weiss Essen und den SV Wilhelmshaven 59 Regionalligaspiele. In der Saison 2007/08 wechselte er nach Australien zum Richmond SC. Meist wird er als Innenverteidiger eingesetzt.